# میندلشتتن
میندلشتتن (به آلمانی: Mindelstetten) یک شهر در آلمان است که در آیشتت واقع شده‌است.

## خصوصیات
میندلشتتن ۲۲٫۷۲ کیلومترمربع مساحت دارد ۴۰۳ متر بالاتر از سطح دریا واقع شده‌است.